# 筒井奏
筒井 奏（つつい かなで、1985年1月31日 - ）は、日本の女優。東京都出身。JFCT所属。身長164cm。

## 出演作品

### テレビドラマ
- フルスイング（2008年）
- Q.E.D. 証明終了（2009年）
- ママはニューハーフ（2009年）
- 古代少女ドグちゃん（2009年 - 2010年）
- コード・ブルー -ドクターヘリ緊急救命- 2nd season（2010年）
- 妻を看取る日（2010年）
- グッドライフ〜ありがとう、パパ。さよなら〜 第4話「パパとボクの約束」・第6話「絆」（2011年）
- パンドラIII 革命前夜 第3話（2011年）
- 37歳で医者になった僕〜研修医純情物語〜 第6話「僕が医者になった本当の理由」（2012年）
- トリハダ〜夜ふかしのあなたにゾクッとする話を「ドクロゲキ」（2012年）
- リッチマン、プアウーマン（2012年）
- メイドインジャパン 第2・3話（2013年）
- たべものがたり 彼女のこんだて帖 第5話「食卓旅行 タイ篇」（2013年）
- 白衣のなみだ 慈命（2013年） - 鈴木奈緒
- よろず占い処 陰陽屋へようこそ 第6話「王子化け猫騒動」（2013年） - 矢下純子（青年期）
- リーガル・ハイ2（2013年）
- 金曜ロードSHOW! 特別ドラマ企画 仮面ティーチャー（2014年）
- トクソウ（2014年）
- Doctor-X 外科医・大門未知子3 第1話「命は自分のために使えよ」（2014年）−蛭間の秘書
- シンデレラデート（2014年） - 金子亜由美
- 月曜ゴールデン 北海道警察4 第4作「密売人」（2015年）
- 相棒 シーズン15 第2話（2016年）

### 映画
- YES、ホリデー!!（2005年）
- 0時に来た女（2005年）
- DOWN（2006年）
- イキガミ（2008年）
- 愛のむきだし Love Exposure（2009年）
- 屍病汚染 DEAD RISING（2010年）
- 神様のカルテ（2011年） - 持田悠里
- アウトレイジ ビヨンド（2012年）
- 終の信託（2012年） - 斉藤早苗
- 神様のカルテ2（2014年） - 持田悠里

### オリジナルビデオ
- 呪いの心霊感染 わたしはとり憑かれた 24歳OL 由希の場合（2010年）
- ヒロミくん! 3 〜恐ろし山の亡霊番長〜（2014年） - サツキ

### 舞台
- セブン（2004年）
- アダルト・チルドレン（2005年）
- 印象派（2005年）
- 名作劇場（2005年）
- 此処に幸ありっ!?（2006年）
- ジブン〜千の輪の切り株の物語（2006年）
- 満月の夜は騒がしい（2006年）

### CM
- ワーナー・マイカル・シネマズ（2006年）
- アコム（2011年）
- 大塚製薬（2011年）
- 日本コカ・コーラ（2011年）
- 吉野家（2011年）
- 武田薬品工業 アリナミンV（2013年 - 2014年）
- 豆魚雷（2014年）